# Alexander Landgraf
Alexander Landgraf (* 20. Mai 1906 in Lorsch; † 16. August 1972 in Frankfurt am Main) war ein deutscher Jurist, Gestapobeamter und SS-Führer.

## Leben
Landgraf war der Sohn eines Landwirts und Bäckermeisters. Nach dem Abitur absolvierte er ab 1926 ein Studium der Rechtswissenschaften an den Universitäten Heidelberg und Gießen, das er 1930 mit der ersten juristischen Staatsprüfung abschloss. Nach dem Rechtsreferendariat legte er im Dezember 1933 das zweite juristische Staatsexamen ab.
Landgraf trat zum 1. Februar 1928 der NSDAP bei (Mitgliedsnummer 75.943). In seiner Heimatstadt fungierte er von 1928 bis 1936 als Kulturwart und Schulungsleiter für die Partei im Rang eines Amtsleiters. Im April 1937 wurde er Mitglied der SS (SS-Nummer 280.440) und im September 1942 bis zum SS-Obersturmbannführer befördert. Er war auch Angehöriger des SD.
Ab Mai 1934 war er bei der Polizeidirektion Darmstadt als Gerichtsassessor tätig und trat Anfang Februar 1936 in den Dienst zur preußischen Geheimen Staatspolizei ein. Nach kurzer informatorischer Tätigkeit in Münster und kommissarischer Leitung der Staatspolizeistelle Osnabrück leitete er ab April 1936 die Staatspolizeistelle Wesermünde. Im Juli 1937 wurde er zum Regierungsrat befördert. Ab Anfang September 1937 leitete er die Stapo-Leitstelle Karlsruhe und gehörte ab Anfang April 1941 dem Stab des Befehlshabers der Sicherheitspolizei und des SD (BdS) in Straßburg an. Anfang Februar 1942 wurde er zum Oberregierungsrat ernannt. Von Februar 1942 bis September 1942 war er beim BdS Ostland in Riga bei der Gestapo tätig. Im Oktober 1942 wurde Landgraf mit der Leitung der Gestapo in Münster betraut und war von Herbst 1944 bis März 1945 Kommandeur der Sicherheitspolizei und des SD für den Bereich Westfalen/Nord.
Nach Kriegsende war Landgraf als Gelegenheitsarbeiter tätig, bis er 1953 eine Anstellung bei der Bezirkssparkasse Seligenstadt erhielt. Ein gegen ihn eingeleitetes Ermittlungsverfahren wegen Tötungsdelikten wurde 1952 eingestellt, ebenso wie ein Spruchkammerverfahren.